# Maison de Bogoljub Čupić à Zapadni Mojstir
La maison de Bogoljub Čukić à Zapadni Mojstir (en serbe cyrillique : Кућа народног хероја Богољуба Чукића у Западном Мојстиру ; en serbe latin : Kuća narodnog heroja Bogoljuba Čuk se trouve à Zapadni Mojstir, dans la municipalité de Tutin et dans le district de Raška, en Serbie. Elle est inscrite sur la liste des monuments culturels protégés de la république de Serbie (identifiant no SK 491),.

## Présentation
La maison est liée au souvenir du héros national Bogoljub Čukić. La maison a été démolie à la fin du XXe siècle.